# 努爾丁
阿迪勒·阿布-卡西姆·努尔丁·马哈茂德·本·伊马德·阿克·贊吉（阿拉伯语：الملكُ العادلُ أبو القاسمِ نور الدين محمود بن عمادِ الدِّين زَنْكِي；1118年2月– 1174年5月15日），他的通稱努爾丁，在阿拉伯語中意為「信仰之光」，其是贊吉王朝君主，為王朝開創者伊马德丁·赞吉·本·阿克·桑卡尔的次子。他被授予“正义之王”的称号，其他头衔还有保护者、信士的长官、虔诚君主、伊斯兰捍卫者等等。他在父亲死后统治了阿勒颇，并通过与十字军继续征战不断开疆拓土。
他的酋长国囊括了黎凡特的大部分地区，与第二次十字军相对抗。之后控制了埃及法蒂玛王朝，清除了阿巴斯王朝哈里发在埃及的势力。在埃及和黎凡特统一为一国之后，他为萨拉丁与十字军作战并征服耶路撒冷铺平了道路。他的统治公正严明，团结了黎凡特和埃及的逊尼派。他还在他的酋长国推广教育和健卫生视野，有人将他视为“正统哈里发”中的第六位。

## 生平
努爾丁繼位後，迅速投入與安條克公國的戰爭中，佔領了敘利亞北部的幾座城堡。1149年其擊退埃德薩伯爵乔治林二世的攻勢（早在1144年贊吉王朝的軍隊便已攻下埃德薩伯國的首都埃德薩，喬治林二世此次的進犯即是為了收復失土而來）1151年努爾丁在佔領重鎮安塔基亞後，攻入安條克公國的首都，俘獲公爵博希蒙德三世。1154年努爾丁從塞爾柱王朝的將領穆吉爾丁手中接管了大馬士革，奠定日後薩拉丁收復聖城耶路撒冷的礎石。
由於伊馬德丁·贊吉與努爾丁父子的一連串軍事勝利，震撼了西方世界，促使拉丁諸國號召第二次十字軍東征，企圖打退努爾丁的軍隊，冀望能收復埃德薩伯國與部分安條克公國的失地。然而，此次十字軍卻遭到的空前慘烈失敗，幾乎整個敘利亞都落入了努爾丁之手。而拜占庭帝國也趁機將領土擴展到敘利亞一帶，使整個敘利亞的局勢陷入三方勢力彼此牽制、僵持的局面。
努爾丁很快便認識到對付十字軍的戰爭將是一場持久戰，為此他運用宗教的力量來號召各地的伊斯蘭信眾響應這場聖戰，努爾丁雖是遜尼派的信徒，但他也深知若要於漫長的戰爭中取勝，必須要爭取到所有穆斯林的支持，因此當1163年信奉什葉派的埃及法蒂瑪王朝遭到十字軍侵襲時，努爾丁毫不猶豫地派出其心腹大將谢尔库赫前往支援（此時年紀尚輕的薩拉丁也隨同前往）。當謝爾庫赫成功的將十字軍驅逐出埃及後，被任命為贊吉王朝的宰相並成為埃及的實質統治者，惟謝爾庫赫不久後便因病逝世，由他的侄子薩拉丁接替其位。薩拉丁在繼任後，雖然名義上仍為努爾丁的臣下，但其獨立的傾向卻益發明顯。努爾丁幾次徵召薩拉丁前來，卻都被他都託辭拒絕。此外，努爾丁多次要求薩拉丁將什葉派的哈里發阿迪德廢黜，但薩拉丁基於自身的地位和他與阿迪德的友誼，而藉故推拖，直到努爾丁威脅要派出大軍後，薩拉丁才趁阿迪德病重將亡之際，將其廢黜。

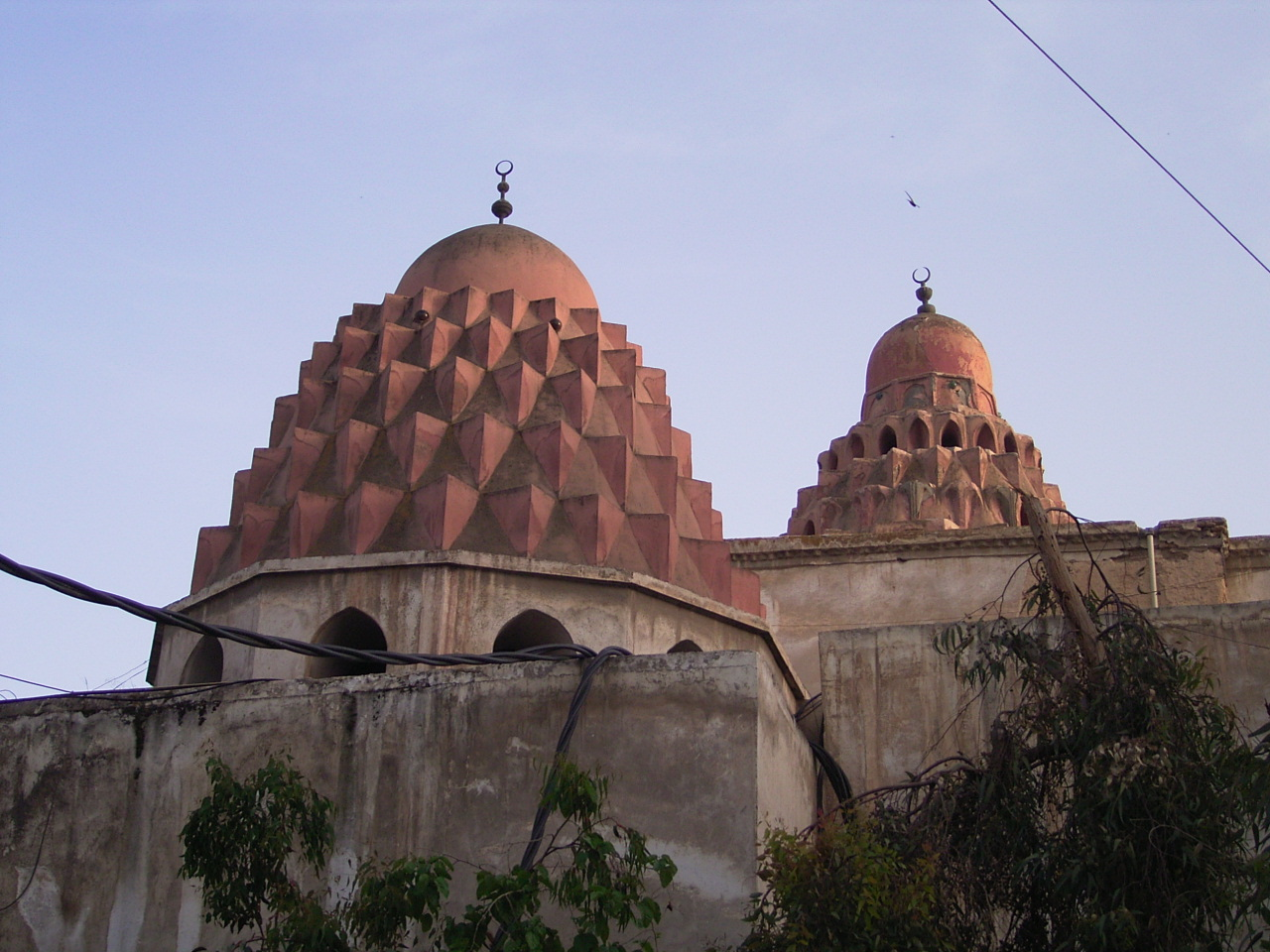
努爾丁的墓地

1174年，努爾丁終於對薩拉丁的不聽調遣感到不耐，決定興兵討伐薩拉丁。然而，努爾丁此時卻罹患了嚴重的咽喉炎，病情不斷惡化，最終在藥石罔救下病逝，葬於大馬士革的伊斯蘭學校內。

## 貢獻
努爾丁除征戰的軍事花費外，他也將戰利品和國庫大部分收入用於發展生產，賑濟人民疾苦，同時努爾丁亦大力發展伊斯蘭文化和社會福利事業，他在位期間修築了大量的清真寺、蘇菲派寺院、學校、醫院和驛站。其在阿勒頗、 霍姆斯、哈馬和巴勒贝克等大城也興建清真寺及宗教大學，用以培養法官和教職人員，來擴大遜尼派的傳播並推行沙斐仪派的教法。他在大馬士革創建了最早的一所聖訓學校和以他名字命名的努爾丁醫院，該醫院日後發展成一間高等醫學院。